# Incydent w Rendlesham Forest

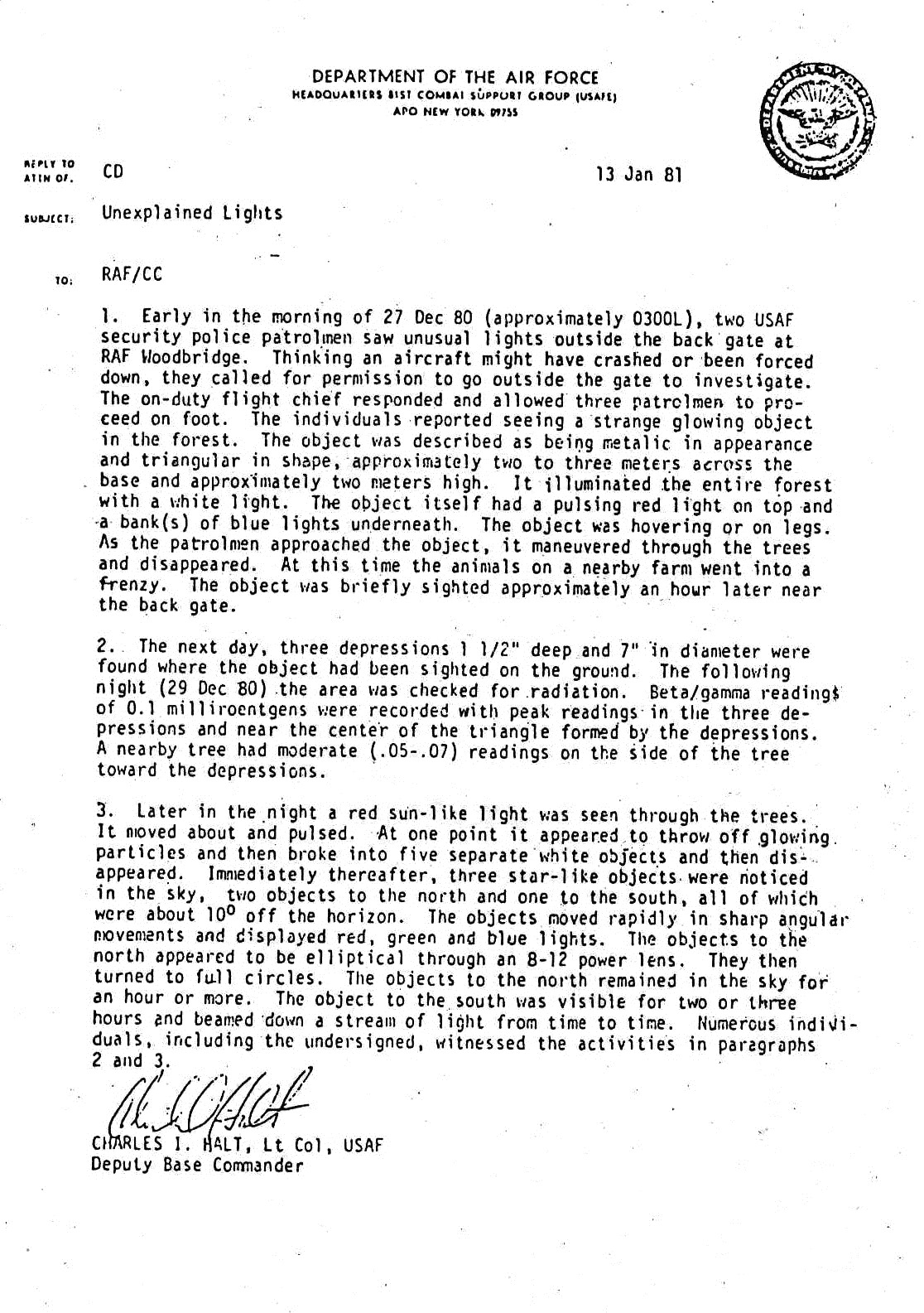
Memorandum Halta

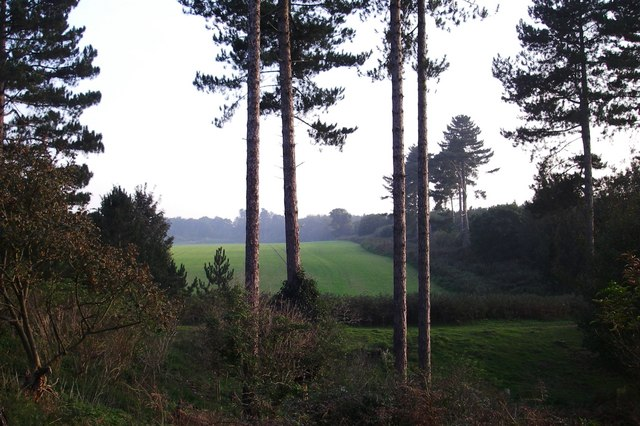
Miejsce rzekomego lądowania UFO w grudniu 1980 roku

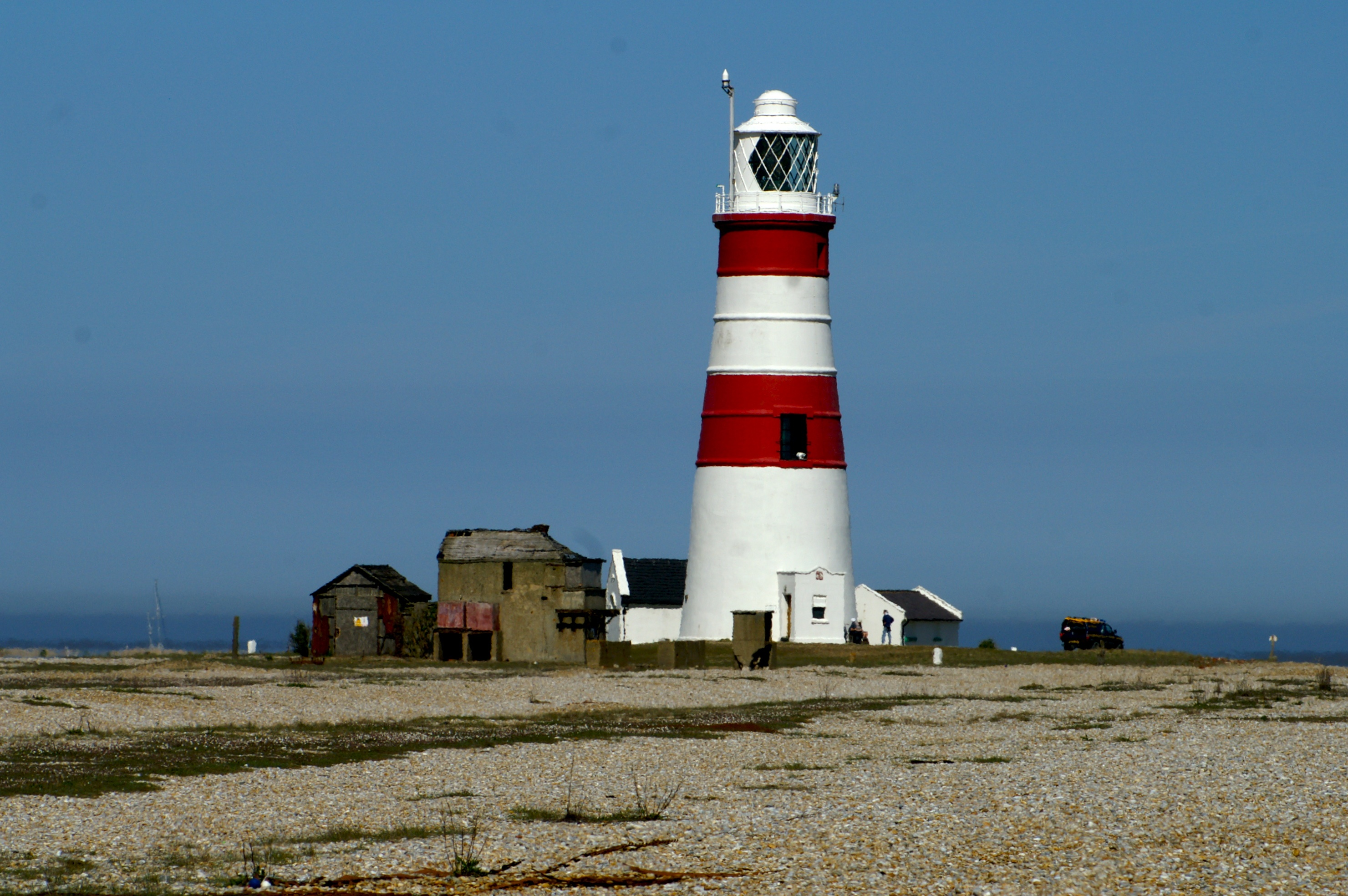
Latarnia morska Orfordness widziana z południowego zachodu. Biała tarcza blokowała światło z miasta Orford, ale nie z lasu, w którym nastąpiły obserwacje UFO

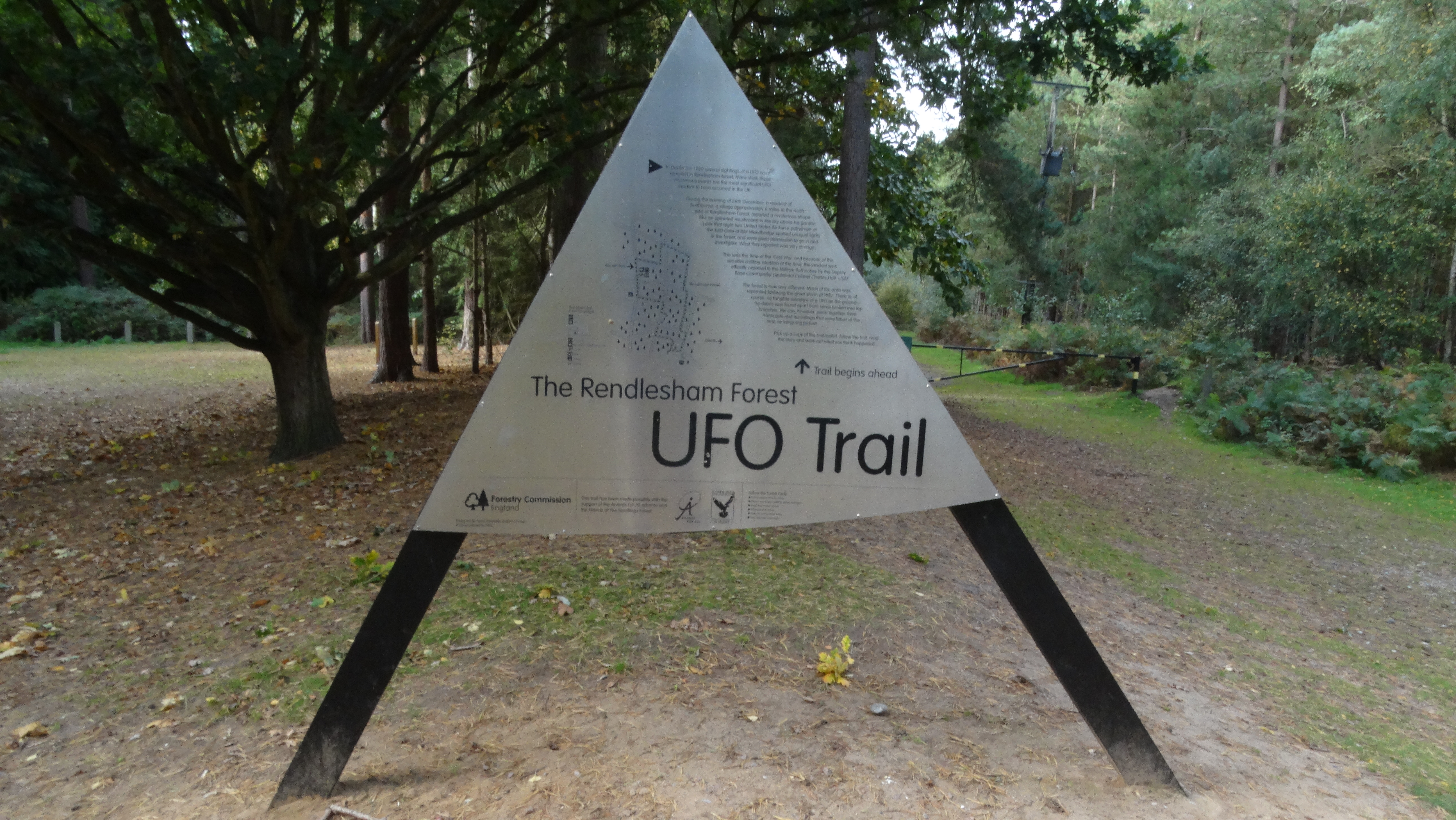
Początek szlaku UFO Trail w lesie Rendlesham Forest

Incydent w Rendlesham Forest (ang. Rendlesham Forest incident) – seria obserwacji świateł nieznanego pochodzenia w pobliżu lasu Rendlesham Forest w hrabstwie Suffolk w Anglii w grudniu 1980 roku, które zostały powiązane z lądowaniem UFO. Wydarzenia miały miejsce tuż przy wojskowej bazie RAF Woodbridge, która w tamtym czasie była używana przez Siły Powietrzne Stanów Zjednoczonych (USAF). Personel USAF, w tym zastępca dowódcy bazy podpułkownik Charles I. Halt, twierdził, że widział zjawiska, które opisał jako UFO.
Zdarzenie to jest najsłynniejszym z domniemanych obserwacji UFO, jakie miały miejsce w Wielkiej Brytanii i należy do najbardziej znanych opisów UFO na świecie. Porównano je do incydentu w Roswell w Stanach Zjednoczonych i czasami nazywa się je „brytyjskim Roswell”.

## Incydent

### 26 grudnia
Około 3:00 dnia 26 grudnia 1980 roku (zgłoszonego jako 27 grudnia przez Halta w jego notatce do brytyjskiego Ministerstwa Obrony) wojskowy patrol w pobliżu wschodniej bramy bazy RAF Woodbridge zobaczył światła opadające do pobliskiego lasu Rendlesham Forest. Astronomowie przypisali te światła meteoroidom, które widziano spalające się jako meteory nad południową Anglią w tym czasie. Żołnierze początkowo myśleli, że to zestrzelony samolot. Według notatki Halta, po wejściu do lasu w celu zbadania sprawy, zobaczyli świecący obiekt o metalicznym wyglądzie z kolorowymi światłami. Gdy próbowali zbliżyć się do obiektu, wydawał się on poruszać między drzewami, a „zwierzęta na pobliskiej farmie wpadły w szał”. Jeden z żołnierzy, sierżant Jim Penniston, później twierdził, że natknął się na „statek nieznanego pochodzenia” w lesie, chociaż nie było wówczas żadnej publicznej informacji o tym i nie ma o tym statku potwierdzenia od innych świadków. Krótko po godzinie 4:00 na miejsce zdarzenia wezwano lokalną policję, która poinformowała, że jedynymi światłami, jakie udało się dostrzec, były światła latarni morskiej Orfordness, oddalonej o kilka mil od miejsca zdarzenia i znajdującej się na wybrzeżu.
O świcie 26 grudnia żołnierze wrócili na małą polanę niedaleko wschodniego skraju lasu i znaleźli trzy małe odciski na ziemi w kształcie trójkąta, a także ślady poparzeń i złamane gałęzie na pobliskich drzewach. O 10:30 ponownie wezwano lokalną policję, tym razem w celu obejrzenia odcisków, które ich zdaniem mogły zostać pozostawione przez zwierzę. Brytyjka Georgina Bruni w swojej książce You Can’t Tell the People opublikowała fotografię domniemanego miejsca lądowania, zrobioną rano po pierwszej obserwacji.

### 28 grudnia
Zastępca dowódcy bazy, podpułkownik Charles I. Halt, odwiedził to miejsce z kilkoma żołnierzami wczesnym rankiem 28 grudnia 1980 roku (Halt podał datę 29 grudnia). Dokonali odczytów promieniowania w trójkącie i na otaczającym go obszarze, używając AN/PDR-27, standardowego amerykańskiego wojskowego miernika promieniowania. Zarejestrowali 0,07 milirentgena na godzinę, w innych miejscach wykryli 0,03 do 0,04 milirentgena na godzinę, na poziomie tła. Ponadto wykryli podobny mały „wybuch” ponad pół mili od miejsca lądowania. Halt nagrał to co widział na magnetofonie kasetowym. Podczas tego śledztwa zauważono migające czerwone światło na polu na wschodzie, niemal na linii wiejskiego domu, tak jak świadkowie widzieli to pierwszej nocy. Latarnia morska Orfordness jest widoczna dalej na wschód w tej samej linii wzroku.
Później, według notatki Halta, na niebie widziano trzy światła przypominające gwiazdy, dwa na północy i jedno na południu, około 10 stopni nad horyzontem. Halt powiedział, że najjaśniejsze z nich unosiły się przez dwie do trzech godzin i od czasu do czasu zdawały się świecić strumieniem światła. Astronomowie określili te światła przypominające gwiazdy jako jasne gwiazdy.

## Źródła

### Memorandum
Pierwszym podstawowym dowodem udostępnionym opinii publicznej była notatka napisana przez zastępcę dowódcy bazy, podpułkownika Charlesa I. Halta, do brytyjskiego Ministerstwa Obrony. Znana jako „Memorandum Halta”, została udostępniona opinii publicznej w Stanach Zjednoczonych na mocy amerykańskiej Freedom of Information Act w 1983 roku. Memorandum nosiło datę „13 stycznia 1981 roku” i tytuł Unexplained Lights. Dwutygodniowe opóźnienie między incydentem a raportem może tłumaczyć błędy w podanych datach i godzinach. Memorandum nie było w żaden sposób tajne. Brytyjski dziennikarz David Clarke, doradca The National Archives, zbadał genezę tego memorandum i reakcję na nie w Ministerstwie Obrony. Jego wywiady z personelem wojskowym potwierdziły pobieżny charakter dochodzenia przeprowadzonego przez Ministerstwo Obrony i nie znalazły żadnych dowodów na jakiekolwiek inne raporty dotyczące incydentu sporządzone przez USAF lub Brytyjczyków poza memorandum Halta.

### Taśma
W 1984 roku kopia tego, co stało się znane jako Halt Tape, została udostępniona badaczom UFO przez pułkownika Sama Morgana, który wówczas zastąpił Teda Conrada na stanowisku przełożonego Halta. Taśma ta opisuje w czasie rzeczywistym badania Halta w lesie, w tym odczytywanie promieniowania, dostrzeżenie migającego światła między drzewami i obiektów przypominających gwiazdy, które unosiły się i migotały. Taśmę przepisał angielski badacz Ian Ridpath, który dołączył link do pobrania pliku audio, a także analizę krok po kroku całej zawartości taśmy.

### Relacje naocznych świadków z 26 grudnia
W 1997 roku szkocki badacz James Easton uzyskał oryginalne zeznania świadków złożone przez osoby zaangażowane w obserwacje UFO pierwszej nocy. Jeden ze świadków, Ed Cabansag, powiedział: „Domyśliliśmy się, że światła pochodzą zza lasu, ponieważ nie było nic widać, gdy przejeżdżaliśmy przez las. Widzieliśmy świecące światło w pobliżu latarni, ale gdy się zbliżyliśmy, okazało się, że jest to oświetlony wiejski dom. Dotarliśmy do punktu widokowego, z którego mogliśmy ustalić, że to, co gonimy, to tylko światło latarni w oddali”. Inny świadek, John Burroughs, stwierdził: „Widzieliśmy krążące światło, więc poszliśmy w jego kierunku. Podążaliśmy za nim przez około dwie mile (3 kilometry), zanim zobaczyliśmy, że światło pochodzi z latarni morskiej”. Burroughs doniósł o hałasie „jakby krzyczącej kobiety” i również o tym, że „można było usłyszeć zwierzęta gospodarskie wydające mnóstwo dźwięków”. Halt usłyszał te same dźwięki dwie noce później. Taki hałas mógł wydawać mundżak w lesie, który słynie z głośnego, przenikliwego głosu podobnego do szczekania, gdy jest zaniepokojony.

### Oświadczenie Halta
W czerwcu 2010 roku emerytowany pułkownik Charles I. Halt podpisał oświadczenie, w którym ponownie podsumował to, co się wydarzyło, a następnie stwierdził, że uważa, że wydarzenie miało charakter pozaziemski i zostało zatuszowane zarówno przez Wielką Brytanię, jak i Stany Zjednoczone. Sceptycy zwrócili uwagę na sprzeczności między tym oświadczeniem a faktami odnotowanymi w notatce Halta i nagraniu na taśmie.
W 2010 roku były dowódca bazy, pułkownik Ted Conrad stwierdził, że „nie zobaczyliśmy niczego, co przypominałoby opisy podpułkownika Halta, ani na niebie, ani na ziemi” i że „mieliśmy ludzi na stanowiskach, którzy mogliby potwierdzić narrację Halta, ale żaden z nich tego nie zrobił”. W wywiadzie Conrad skrytykował Halta za twierdzenia zawarte w jego oświadczeniu, mówiąc, że „powinien się wstydzić i czuć zażenowanie swoim oskarżeniem, że jego kraj i Wielka Brytania zmówiły się, aby oszukać swoich obywateli w tej sprawie”. Conrad zakwestionował również zeznania sierżanta Jima Pennistona, który twierdził, że dotknął obcego statku kosmicznego; powiedział, że przeprowadził wówczas rozmowę z Pennistonem i ten nie wspomniał o żadnym takim zdarzeniu. Conrad zasugerował również, że cały incydent mógł być mistyfikacją.

### Policyjne raporty
Dwóch funkcjonariuszy policji terytorialnej Suffolk Constabulary zostało wezwanych na miejsce zdarzenia w noc pierwszej obserwacji i ponownie następnego ranka, ale nie znaleźli niczego niezwykłego. W nocy zgłosili, że jedyne widoczne światła pochodziły z latarni morskiej Orfordness. Przypisali wgłębienia w ziemi zwierzętom. Zawierają one list z dnia 28 lipca 1999 roku napisany przez inspektora Mike’a Toplissa, który zauważa, że jeden z policjantów, który przybył na miejsce zdarzenia pierwszej nocy, wrócił na miejsce zdarzenia w świetle dziennym na wypadek, gdyby coś przeoczył, ale stwierdził że ponownie nie zauważył nic niezwykłego.

### Dokumenty Ministerstwa Obrony
Dowody istnienia obszernych dokumentów Ministerstwa Obrony na ten temat doprowadziły do twierdzeń o tuszowaniu sprawy; niektórzy interpretowali to jako część tłumienia informacji dotyczących prawdziwej natury niezidentyfikowanych obiektów latających, zarówno przez rządy Stanów Zjednoczonych, jak i Wielkiej Brytanii. Jednak gdy dokumenty zostały opublikowane w 2001 roku, okazało się, że składają się głównie z wewnętrznej korespondencji i odpowiedzi na zapytania opinii publicznej. Brak jakiegokolwiek dogłębnego dochodzenia w opublikowanych dokumentach jest zgodny z wcześniejszym oświadczeniem Ministerstwa Obrony, że nigdy nie traktowało tej sprawy poważnie. W opublikowanych dokumentach znajduje się wyjaśnienie ówczesnego ministra obrony Davida Trefgarne’a, dlaczego Ministerstwo Obrony nie przeprowadziło dalszego dochodzenia.

## Sceptycyzm
Jedna z teorii głosi, że incydent był mistyfikacją. BBC poinformowała, że były amerykański policjant Kevin Conde, przyznał się do stworzenia dziwnych świateł w lesie, jeżdżąc radiowozem, którego światła zmodyfikował. Nie ma jednak dowodów na to, że ten żart miał miejsce 26 i 28 grudnia 1980 roku. Wśród innych wyjaśnień incydentu wymieniano zestrzelenie radzieckiego satelity szpiegowskiego, jednak nie przedstawiono żadnych dowodów na poparcie tej teorii.
Najbardziej powszechnie akceptowanym wyjaśnieniem jest to, że obserwacje były spowodowane kombinacją trzech głównych czynników. Pierwsza obserwacja o godzinie 03:00 w dniu 26 grudnia, kiedy żołnierze zobaczyli coś, co najwyraźniej opadało w kierunku lasu, zbiegło się z pojawieniem się jasnego meteoru nad południową Anglią, a takie sytuacje są częstym źródłem doniesień o UFO. Policja i leśnicy zidentyfikowali domniemane ślady lądowania jako kryjówki królików. Według zeznań świadków z 26 grudnia migające światło widziane w lesie znajdowało się na tym samym kierunku co latarnia morska Orfordness. Kiedy naoczni świadkowie próbowali zbliżyć się do światła, zdali sobie sprawę, że jest ono dalej, niż myśleli. Czasy na taśmie rejestrującej obserwację Halta z 28 grudnia wskazują, że światło, które zobaczył, a które znajdowało się w tym samym kierunku co światło widziane dwie noce wcześniej, migało co pięć sekund, co odpowiada częstotliwości migania latarni morskiej Orfordness.
Niektórzy sceptycy uważają, że obiekty przypominające gwiazdy, o których Halt donosił, że unosiły się nisko na północy i południu, były błędnymi interpretacjami jasnych gwiazd zniekształconymi przez efekty atmosferyczne i optyczne, co stanowi kolejne powszechne źródło doniesień o UFO. Najjaśniejsza z nich, na południu, odpowiada położeniu Syriusza, najjaśniejszej gwiazdy na nocnym niebie.

## Szlak UFO
W 2005 roku brytyjska Forestry Commission wykorzystała dochody z loterii do stworzenia szlaku w lesie Rendlesham Forest ze względu na zainteresowanie tym tematem opinii publicznej i nadała mu nazwę UFO Trail. W 2014 roku Forestry Service zleciła stworzenie czarnego obiektu, który został zainstalowany na końcu szlaku. Obiekt jest wzorowany na szkicach, które rzekomo przedstawiają UFO widziane w lesie Rendlesham Forest.